# System Landscape Directory
Im System Landscape Directory (SLD) werden alle Informationen zu einer EDV-Systemlandschaft im SAP-Umfeld gespeichert.
Einerseits sind das im Bereich Technical Landscape alle zum Einsatz kommenden Produkte und Softwarekomponenten mit den technischen Eigenschaften der benutzten Systeme (z. B. Betrieb unter Java oder ABAP, Versionsinformationen u. a.), andererseits im Bereich Business Landscape alle Computersysteme eines Unternehmens mit Informationen über die im Betrieb im Einsatz befindlichen Systeme (Testsysteme, Produktionssysteme, Entwicklungssysteme o. ä.).
Alle Informationen über Systeme eines Unternehmens (Test, Qualitätssicherung und Produktion) werden im SLD abgelegt. Weiter werden auch alle Kommunikationswege erfasst, über welche die verschiedenen Systeme erreicht werden können. Ein System kann ein SAP-Mandant, ein Nicht-SAP-System oder ein externes Partnersystem sein.
Diese Informationen dienen sowohl der Information der im SAP-Kundensupport zuständigen Mitarbeiter als auch den Mitarbeitern des Kunden für einen Überblick über die installierte Systemlandschaft und die Kommunikationswege. 
Informationen können mit Programmunterstützung manuell in das SLD eingetragen werden, bei Neuinstallation bestimmter Module werden diese Informationen ab einer bestimmten Programmversion auch innerhalb des Installationsprozesses automatisch eingetragen. Einstellungen zum Abgleich der SLD Daten werden in ABAP Systemen über die Transaktion RZ70 gepflegt. In Java Systemen über den Visual Administrator (bis NW JAVA 7.1) bzw. über den NetWeaver Administrator (NWA ab NW JAVA 7.2). Die unter dem Technical Landscape registrierten Systeme müssen einer der im Business Landscape eingetragenen Business-System (z. B. einem Mandanten) zugewiesen werden, damit anschließend ein SAP-Prozess allein unter Benutzung der im Business Landscape definierten Systeme und Abläufe gesteuert werden kann. Diese Abläufe sind damit unabhängig z. B. von der benutzten Hardware zu ändern, bei Änderung der Hardware wird lediglich die Systemzuweisung zwischen Technical Landscape und Business Landscape geändert.